# Robert Llewellyn
Robert Llewellyn, född 10 mars 1956 i Northampton, är en brittisk skådespelare, komiker, programledare och författare. Llewellyn är främst känd för rollen som mechanoiden Kryten i komediserien Red Dwarf och som programledare för Scrapheap Challenge.

## Filmografi i urval
- 1987 – The Corner House
- 1989–2020 – Red Dwarf (TV-serie)
- 1990–1991 – Par i skratt (TV-serie)
- 1992 – Bottom (TV-serie)
- 1992 – Red Dwarf (TV-film, amerikansk pilot av den brittiska serien)
- 1994 – Red Dwarf: Smeg Ups
- 1998–2010 – Scrapheap Challenge (TV-serie)
- 2001 – En julsaga (röst)
- 2005 – Svindlarna
- 2005 – MirrorMask
- 2007–2008 – M.I. High (TV-serie)